# Federico Navarrete y Fos
Federico Navarrete y Fos fue un grabador español del siglo xix.

## Biografía

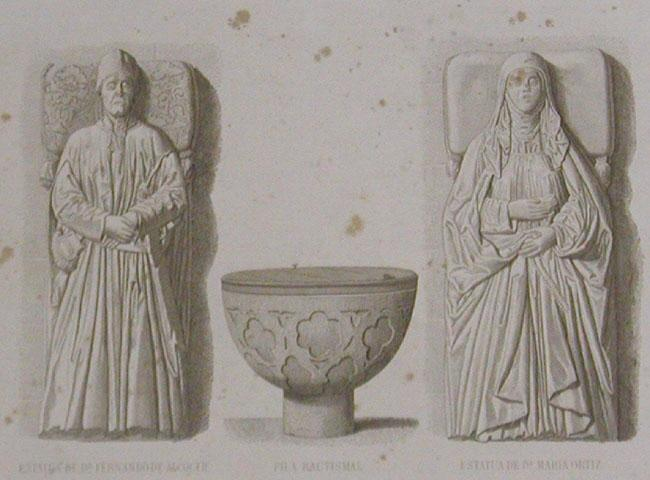
«Estatua de Don Fernando de Alcocer, estatua de Doña María Ortiz y pila bautismal», dibujo de Francisco Aznar, grabado de Federico Navarrete.

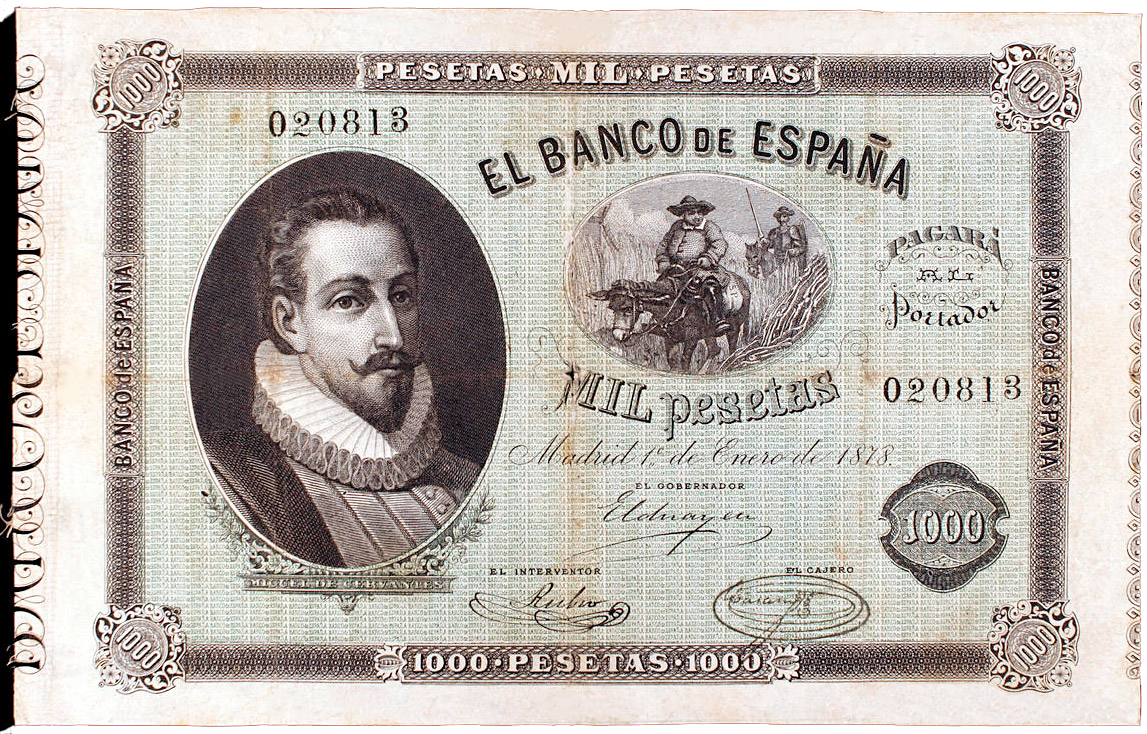
Billete del Banco de España (1878) dedicado a Cervantes, grabado por Navarrete.

Natural de Valencia, era hijo de un litógrafo de Albarracín instalado en la ciudad alicantina de Alcoy y hermano del pintor Ricardo María Navarrete y Fos. Discípulo de la Escuela Superior dependiente de la Academia de San Fernando, en 1865 hizo oposición a la plaza de profesor de grabado de la Escuela de Bellas Artes de Barcelona, alcanzando ser propuesto en único lugar por el tribunal de censura.
En las Exposiciones Nacionales celebradas en Madrid en 1860, 1862, 1864 y 1866 presentó los siguientes trabajos: tres pasajes de La vida de San Bruno, grabados a media mancha, copia de Carducho; San Diego repartiendo la sopa á los pobres, grabado a media mancha, copia de Murillo; San Antonio al aguafuerte, de un cuadro de Ribera existente en la Academia de San Fernando; Ecce-Homo, grabado en acero de un cuadro de Murillo; y La Porciúncula, según Claudio Coello. En las tres últimas obtuvo mención honorífica. Al margen de dichas obras, también realizó un retrato de Jusepe Martínez, que acompañó a sus Discursos practicables del arte de la pintura, publicados en 1866 por la Academia de San Fernando.
Fallecido según la Fundación Museo de las Artes del Grabado en 1870, en el diario La Época se anunciaba el 20 de junio de 1887 la muerte en Madrid de «D. Federico Navarrete, notable artista grabador del Banco de España y hermano del profesor de la Academia de Bellas Artes de Sevilla».